# Peter Tremayne

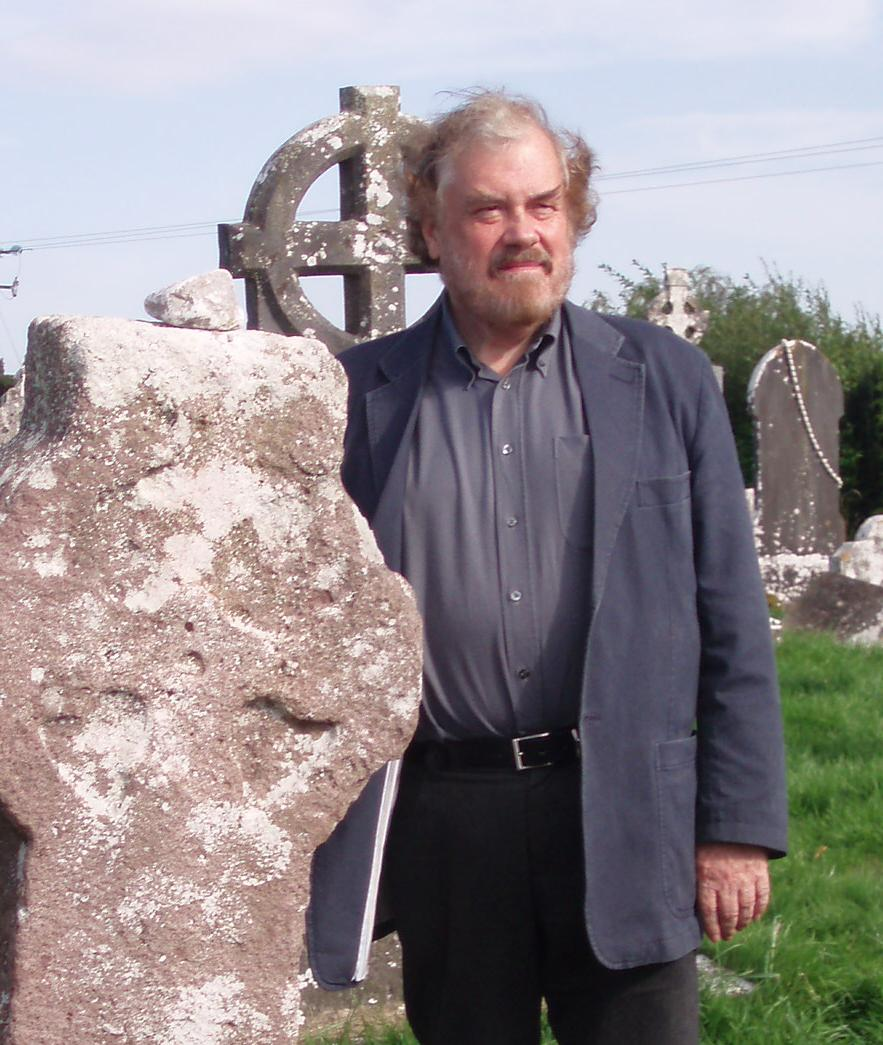
Peter Berresford Ellis

Peter Tremayne ist das Pseudonym des englischen Historikers Peter Berresford Ellis (* 10. März 1943 in Coventry). Unter diesem Pseudonym veröffentlicht er Kriminalromane um die im 7. Jahrhundert lebende irische Nonne und Anwältin Fidelma.

## Leben
Da zu seinen Vorfahren und Verwandten auch irische, schottische, walisische und britische Onkel und Tanten zählten, begann er sich für keltische Geschichte zu interessieren. Nach dem Studium der Keltologie mit Abschluss Master wandte er sich dem Journalismus zu. Sein erstes Buch Wales – A Nation Again über die walisischen Unabhängigkeitsbestrebungen erschien 1968. In der Folgezeit begann er vor dem Hintergrund seines Studiums populärwissenschaftliche Bücher über die Kelten zu schreiben. Diese – und vor allem die erfolgreiche Schwester-Fidelma-Romanreihe – brachten ihm die Ehren als Mitglied der „Royal Society of Antiquaries of Ireland“ und der „Royal Historical Society“ ein.
Das Pseudonym Peter Tremayne entstand, um eine Verwechselung der ähnlichen Namen zu vermeiden, als Peter Berresford Ellis 1977 eine Kritik zum ersten Cadfael-Roman von Ellis Peters schreiben sollte. Bei Tremayne handelt es sich um den Namen eines seiner Lieblingsorte in Cornwall. Unter diesem Pseudonym erschienen zunächst Fantasy-Geschichten, die auf keltischen Mythen und Legenden basierten, seit 1993 dann die Kriminalromane um Schwester Fidelma.
Zwischen 1983 und 1993 schrieb er zudem acht Abenteuerthriller unter dem Pseudonym Peter MacAlan.

## Bibliografie

### Romane
Dracula-Romane (als Peter Tremayne)
- Dracula Unborn (1977, auch als Bloodright: A Memoir of Mircea, Son of Vlad Tepes of Wallachia, Also Known as Dracula, 1979)
- The Revenge of Dracula (1978)
- Dracula, My Love (1980)
- Dracula Lives! (1993)

Lan-Kern-Trilogie (als Peter Tremayne)
- The Fires of Lan-Kern (1978)
- The Destroyers of Lan-Kern (1982)
- The Buccaneers of LanKern (1983)

Schwester Fidelma (als Peter Tremayne)
- Absolution By Murder (1994)
  - Deutsch: Nur der Tod bringt Vergebung. 1998.
- Shroud for the Archbishop (1995)
  - Deutsch: Ein Totenhemd für den Erzbischof. 1998.
- Suffer Little Children (1995)
  - Deutsch: Tod im Skriptorium. 2001.
- The Subtle Serpent (1996)
  - Deutsch: Die Tote im Klosterbrunnen. 2000.
- The Spider’s Web (1997)
  - Deutsch: Der Tote am Steinkreuz. 2001.
- Valley of the Shadow (1998)
  - Deutsch: Tod im Tal der Heiden. 2006.
- The Monk Who Vanished (1999)
  - Deutsch: Tod in der Königsburg. 2002.
- Act of Mercy (1999)
  - Deutsch: Tod auf dem Pilgerschiff. 2002.
- Our Lady of Darkness (2000)
  - Deutsch: Vor dem Tod sind alle gleich. 2003.
- Smoke in the Wind (2001)
  - Deutsch: Das Kloster der toten Seelen. 2004.
- The Haunted Abbot (2002)
  - Deutsch: Verneig dich vor dem Tod. 2005.
- Badger’s Moon (2003)
  - Deutsch: Tod bei Vollmond. 2005.
- The Leper’s Bell (2004)
  - Deutsch: Der Tod soll auf euch kommen. 2006.
- Master of Souls (2005)
  - Deutsch: Tod vor der Morgenmesse. 2007.
- A Prayer for the Damned (2006)
  - Deutsch: Ein Gebet für die Verdammten. 2007.
- Dancing with Demons (2007)
  - Deutsch: Tod den alten Göttern. 2008.
- The Council of the Cursed (2008)
  - Deutsch: Das Konzil der Verdammten. 2008.
- The Dove of Death (2009)
  - Deutsch: Eine Taube bringt den Tod. 2010.
- The Chalice of Blood (2010)
  - Deutsch: Der Blutkelch. 2010.
- Behold a Pale Horse (2011)
  - Deutsch: Und die Hölle folgte ihm nach. 2012.
- The Seventh Trumpet (2012)
  - Deutsch: Die Pforten des Todes. 2012.
- Atonement of Blood (2013)
  - Deutsch: Das Sühneopfer. 2013.
- The Devil’s Seal (2014)
  - Deutsch: Sendboten des Teufels. 2014.
- The Second Death (2015)
  - Deutsch: Der Lohn der Sünde. 2016.
- Penance of the Damned (2016)
  - Deutsch: Der Tod wird euch verschlingen. 2016.
- Night of the Lightbringer (2017)
  - Deutsch: Ihr Los ist Finsternis. 2018.
- Bloodmoon (2018)
  - Deutsch: Wer Lügen sät. 2019.
- Blood in Eden (2019)
  - Deutsch: Die Sünden der Gerechten. 2020.
- The Shapeshifter's Lair (2020)
  - Deutsch: Tod den finsteren Mächten. 2021.
- The House of Death (2021)
  - Deutsch: Das Pestschiff. 2022.
- Death of a Heretic (2022)
  - Deutsch: Der Tod des Ketzers. 2023.
- Revenge of the Stormbringer (2023)
  - Deutsch: Wer Sturm sät. 2024.
- Prophet of Blood 2024.
- Grave of the Lawgiver 2025.

Sammlungen von Kurzgeschichten:
- Hemlock at Vespers : Fifteen Sister Fidelma Mysteries (2000)
  - Deutsch: Der falsche Apostel. 2009.
- Whispers of the Dead : A Collection of Celtic Mysteries : Fifteen Sister Fidelma Mysteries (2004)
  - Deutsch: Die Todesfee. 2011.
- An Ensuing Evil and Others : Fourteen Historical Mystery Stories (2006)
  - Deutsch: Das Flüstern der verlorenen Seelen. Kriminalgeschichten mit Schwester Fidelma u. a. Übersetzt von Andrea Voss. Aufbau-Taschenbuch #2399, 2007, ISBN 978-3-7466-2399-3.
  - Deutsch: Die Wahrheit ist der Lüge Tod (2018)

als Peter Tremayne
- The Hound of Frankenstein (1977)
- The Vengeance of She (1978)
- The Ants (1979)
- The Curse of Loch Ness (1979)
- Zombie! (1981)
- The Return of Raffles (1981)
- The Morgow Rises! (1982)
- Snowbeast! (1983)
- Raven of Destiny (1984)
- Kiss of the Cobra (1984)
- Swamp! (1985)
- Angelus! (1985)
- Nicor! (1987)
- Trollnight! (1987)
- Ravenmoon, 1988 in U.S. as Bloodmist (1988)
- Island of Shadows (1991)
- Prayer for the Damned : A Mystery of Ancient Ireland (2007)
- Dancing with Demons : A Mystery of Ancient Ireland (2008)

als Peter MacAlan
- The Judas Battalion (1983)
- Airship (1984)
- The Confession (1985)
- Kitchener’s Gold (1986)
- The Valkyrie Directive (1987)
- The Doomsday Decree (1988)
- Fireball (1991)
- The Windsor Protocol (1993)

als Peter Berresford Ellis
- The Liberty Tree (1982)

### Kurzgeschichten (als Peter Tremayne)
- The Hound of Frankenstein (1977)
- Dracula's Chair (1980)
- The Hungry Grass (1981)
- The Last Gift (1981)
- Reflections on a Dark Eye (1981)
- The Ploughing of Pras-a-Ufereth (1982)
- The Storm Devil of Lan-Kern (1982)
- Snake Fright (1983)
- The Imshee (1983)
- The Kelpie's Mask (1983)
- My Lady of Hy-Brasil (1984)
- The Hudolion (1984)
- The Samhain Feis (1984)
- Aisling (1985)
- The Pooka (1985)
- Tavesher (1986)
- The Singing Stone (1986)
- Deathstone (1987)
- Buggane (1989)
- The Mongfind (1990)
- Fear a' Ghorta (1991)
- Amhránaí (1992)
- Daoine Domhain (1992)
  - Deutsch: Daoine Domhain. In: Stephen Jones (Hrsg.): Schatten über Innsmouth. Festa, 2015, ISBN 978-3-86552-322-8.
- The Dreeador (1992)
- The Oath of the Saxon (1992)
- Marbh Bheo (1993)
- The Foxes of Fascoum (1994)
- The Last Warrior Quest (1994)
- Son of Dracula (1995)
- The Temptations of Merlin (1995)
- My Name Upon the Wind (1996)
- The Banquet of Death (1996)
- The Magic Bowl (1996)
- The Poisoned Chalice (1996)
- Sir Tor in The Knight of The Golden Collar (1997)
- The Affray at the Kildare Street Club (1997)
- Our Lady of Death (1999)
- The Bridge of Sighs (2001)
- For the Blood Is the Life (2004)

Sammlungen
- My Lady of Hy-Brasil and Other Stories (1987)
- Aisling and Other Irish Tales of Terror (1992)

### Sachliteratur (als Peter Berresford Ellis)
- Wales-A Nation Again! (1968)
- The Scottish Insurrection of 1820 (1970, mit S. Mac a’Ghobhainn)
- The Problem of Language Revival (1971, mit Mac a’Ghobhainn)
- A History of the Irish Working Class (1972)
- The Cornish Language and Its Literature (1974)
- Hell or Connaught!  The Cromwellian Colonisation of Ireland, 1652–1660 (1975)
- The Boyne Water (1976)
- The Great Fire of London (1976)
- Caesar’s Invasion of Britain (1978)
- A Voice from the Infinite : The Life of Sir Henry Rider Haggard, 1856–1925 (1978)
- MacBeth : High King of Scotland, 1040–1057 A.D. (1979)
- By Jove, Biggles! : The Life of Captain W. E. Johns (1981, mit P. Williams, auch als Biggles!: The Life of Captain W. E. Johns, mit J. Scholfield, 1993)
- The Last Adventurer : The Life of Talbot Mundy, 1879–1940 (1984)
- Celtic Inheritance (1985)
- The Celtic Revolution (1985)
- The Rising of the Moon (1987)
- A Dictionary of Irish Mythology (1987, 1989)
- The Celtic Empire (1990)
- A Guide to Early Celtic Remains in Britain (1991)
- A Dictionary of Celtic Mythology (1992)
- Celt and Saxon (1993)
- The Celtic Dawn (1993)
- The Book of Deer (1994)
- The Druids (1994)
- Celtic Women (1996)
- Celt and Greek (1997)
- The UnDead: The Legend of Bram Stoker and Dracula (1997, mit Peter Haining, als Peter Tremayne)
- Celt and Roman (1998)
- The Chronicles of the Celts (1999)
- Erin’s Blood Royal (1999)
- Eyewitness to Irish History (2004)
- The Shadow of Mr. Vivian (2014)

### Herausgeber (als Peter Berresford Ellis)
- J. Connolly: Selected Writings (1973)
- Masters of Terror: William Hope Hodgson, vol. I (1977, als Peter Tremayne)
- Irish Masters of Fantasy, 1979, as The Wondersmith and Other Tales (1988, als Peter Tremayne)